# Nicolae Novac
Nicolae Novac (n. 1913, Târgu Jiu, județul Gorj — d. 1979, București) a fost un violonist și dirijor român de etnie romă. Este primul soț al Justinei Băluțeanu.

## Biografie
S-a născut în anul 1913 în orașul Târgu Jiu, județul Gorj, într-o familie de romi muzicanți. Studiile muzicale le face la Conservatorul din București, după care se reîntoarce în orașul natal.
În anul 1949, ca președinte al Sindicatului lăutarilor din raionul Târgu Jiu, întemeiază Orchestra Taraful Gorjului. În acest scop a organizat două concursuri de selecție, la Cinematograful „Căldărușe”, la care candidații erau aleși după măiestria interpretării și după cunoștințele muzicale. Au fost selectați astfel 80 de instrumentiști și soliști vocali de muzică populară, al căror repertoriu reprezenta toate zonele raionului respectiv. 
Sub bagheta sa, s-a susținut primul spectacol al orchestrei în luna aprilie a anului 1949. În acea perioadă s-au remarcat ca soliști vocali Lia Bobirci și Gena Bârsan (soliste de bază) și colaboratori precum Maria Lătărețu, Ion Luican, Dan Moisescu etc.
A fost dirijorul orchestrei în perioada 1949-1968, colaborând și cu Maria Tănase (angajată la Taraful Gorjului) din 1960 și până la moartea acesteia, susținând numeroase concerte cu ea în toată țara.
Este mentorul artiștilor Justina Băluțeanu și Nelu Bobirci.